# Burnout 3: Takedown
Burnout 3: Takedown је тркачка видео игра из 2004. коју је развио Criterion Games, а објавио Electronic Arts. То је трећи део серије Burnout, коју карактеришу брзе аркадне трке. Основна компонента серије је употреба појачања, зарађеног ризичном вожњом, за брзо повећање брзине аутомобила. Централна механика уведена у Burnout 3 је Takedowns, која омогућава играчима да ударају своје противнике док се не сруше. Takedowns функционише заједно са системом за појачавање тако што се пуни и продужава мерач појачања. Осим стандардних кружних трка, игра садржи модове фокусиране на извођење Takedown-а на супарничким возилима и наношење новчане штете на раскрсници заузетој саобраћајем. Свака варијанта игре је представљена у режиму кампање за једног играча под називом Ворлд Тоур, који служи као примарни метод за откључавање нових и бржих аутомобила. Игра подржава онлајн и мултиплејер са подељеним екраном.
Пре стварања Burnout 3: Takedown, развојни студио Criterion са седиштем у Великој Британији сарађивао је са издавачем Electronic Arts (ЕА) на видео игрици за клизање. Међутим, неслагања око креативног правца игре довела су до њеног отказивања и сукоба између две компаније. ЕА је касније приступила Criterion-у око поновног удруживања и партнерства у игри, и тако је Criterion почео да развија Burnout 3: Takedown у јуну 2003. под условом да се ЕА неће мешати у креативни процес. Више од годину дана касније, ЕА је купила Criterion и Burnout серију; њихова висока очекивања од Burnout 3: Takedown су била утицајна на аквизицију. Игра је објављена у септембру 2004. на Плејстејшн 2 и Xbox конзолама за видео игре.
Након објављивања, Burnout 3: Takedown је добио признање критике од стране штампе за видео игре и постао је једна од најбоље оцењених тркачких видео игара свих времена и многи је сматрају једном од највећих видео игара свих времена. Критичари су били одушевљени преласком на агресивнији стил тркачке игре и додатком механике играња као што је Takedowns. Рецензенти су навелико хвалили игру и визуелни приказ који изазива зависност, од којих су многи сврстали Burnout 3: Takedown међу најбоље игре објављене на Плејстејшн 2 и Xbox-у. Игра је потом освојила бројне награде укључујући три од Британске академије игара. Ретроспективно извештавање о игри је било веома позитивно са неким публикацијама које су је прогласиле највећом аркадном тркачком игром икада направљеном и врхунцем Burnout серије. Наследник Takedown-а, под називом Burnout Revenge, објављен је у септембру 2005.

## Играње
Burnout 3: Takedown је тркачка видео игра са игром у аркадном стилу која наглашава опасну и брзу вожњу. Игра садржи стандардне кружне трке које се одржавају на коловозима и градским улицама насељеним саобраћајем. Режим Single Race поставља играча против пет AI противника у трци са једним или више кругова. Током трке, појачање, које се зарађује чиновима безобзирне вожње, као што је заношење иза кривина, блиски промашаји у саобраћају и вожња у надолазећим тракама, може се користити за брзо повећање брзине аутомобила. Боост се може одмах користити у Burnout 3, за разлику од претходних Burnout игара које су захтевале да мерач појачања буде пун. Најбржи метод за повећање повећања је Takedown—централни механичар представљен у овом делу серије. Takedown укључује маневарско кретање противничких возила док се не сударе. Сваки од њих испуњава мерач појачања и може да обезбеди додатни сегмент појачања, узрокујући да се мерач прошири до четири пута у односу на почетну величину. Набијање противника ће довести до тога да се заузврат понашају агресивније; њихов ниво непријатељства је означен обојеном стрелицом изнад њиховог возила. Када се играч сруши или га противник избаци, појачање се губи, а сегмент бонус појачања се повлачи. Током секвенце пада, може се активирати успорени режим под називом Impact Time. У Impact Time-у, механичар после додира може да се користи за маневрисање уништеном шасијом аутомобила у противника да би се добио Takedown, што делује као потез за опоравак тако што негира казну судара. 
Road Rage је нови режим игре у којем играч мора да постигне одређени број Takedowns-а у унапред постављеном временском ограничењу или пре него што се његово возило сакупи. Аутомобили се непрекидно појављују у Road Rage-у, тако да увек има возила за извођење Takedowns-а. Crash мод из Burnout 2: Point of Impact се враћа, али је побољшан како би се прилагодила функција Aftertouch. Циљ Crash мода је да створи највећу количину новчане штете у судару више возила на раскрсници пуној саобраћаја. Игра укључује укупно сто Crash чворова. Када се одређени број возила укључи у гомилање, доступан је Crashbreaker који омогућава играчу да детонира своје возило да изазове додатну штету. Готовински бонуси, множитељи бодова, повећање брзине или тренутни Crashbreaker-а се може добити вожњом кроз надоградње који леже на раскрсници у Crash моду.  Једно посебно појачање, Heartbreaker, има негативан ефекат смањењем укупног резултата. 
Светска турнеја је режим каријере за једног играча који комбинује Single Races, Road Rage, Crash mode и неколико других варијанти трке у серију од 173 догађаја који обухватају десет локација широм Сједињених Држава, Европе и Азије. Догађаји су представљени на навигационој мапи и додељује се медаља за сваки успешно завршен. Светска турнеја укључује Grand Prix догађаје који групишу неколико трка заједно у турнир заснован на поенима. Face-Off је трка један на један у којој се играчу додељује противничко возило ако победи. Burning Lap је догађај у једном кругу у којем играч мора победити унапред одређена времена круга. Eliminator је трка од пет кругова у којој возач на последњем месту на крају сваког круга бива елиминисан. Игра садржи 67 возила која су подељена у класе на основу њихове брзине. Нови и бржи аутомобили се откључавају зарадом медаља у режиму Светске турнеје и постизањем прекретница као што је постизање одређеног броја Takedown-ова или наношење одређене количине штете на раскрсницама режима судара. 
Burnout 3 подржава мултиплејер са подељеним екраном и онлајн игру за више играча. Пет различитих режима игре се може играти на мрежи у игри.  Impact Time је онемогућено у мултиплејеру и играње у неким режимима је подешено. Single Race је аналогна верзији за једног играча, осим што су возачи које контролише компјутер замењени другим играчима. Online Road Rage функционише другачије од режима ван мреже. Онлајн верзија је тимски режим који подржава до шест играча, а циљ је да се униште аутомобили ривалског тима пре него што се пређе одређени број миља.  Преостала три режима су варијације режима Crash који се могу играти онлајн и локално. Team Crush и Double Impact су оба режима за два играча где оба играча истовремено изазивају нагомилавање на раскрсници Crash-а. Team Crush је фокусиран на кооперативно играње док је Double Impact о међусобном надметању. Party Crash је режим такмичења за осам играча где се играчи сударају на раскрсници појединачно и њихови резултати се упоређују. У априлу 2010. онлајн услуге су угашене. 

## Развој

### Позадина и производња
Burnout 3: Takedown је развио студио за видео игре Criterion Games са седиштем у Гилфорду. Студио је претрпео неколико неуспеха током низа догађаја који су довели до стварања Burnout 3, укључујући отказивање пројекта, неуспешно представљање и свађу са евентуалним издавачем игре Electronic Arts (ЕА). У 2002. години, Criterion је имао око 130 људи подељених у два развојна тима. Један тим је радио на Burnout 2: Point of Impact, наставку Burnout-а, који ће објавити Acclaim Entertainment. Други тим је завршио развој екстремне спортске игре AirBlade за Sony Computer Entertainment Europe. Сони је имао намеру да настави сарадњу са Criterion-ом на наставку AirBlade-а, али је AirBlade тим одбио понуду. Уместо тога, Criterion је започео разговоре са ЕА, који је имао предлог да Criterion направи римејк видео игре скејтборда из 1988. Skate or Die!. Criterion је желео да ради са ЕА и започео је развој пројекта. Након објављивања Burnout 2 Criterion је припремио оглас за EA Canada о раду на другој игри са издавачем. Предложени наслов Criterion био је Need For Speed: Split Second, тркачка каскадерска игра у оквиру ЕА серије Need for Speed. У међувремену, Skate or Die! римејк пројекат је доведен у неред када је ЕА затражила промене у дизајну игре и креативни правац пројекта се удаљио од Criterion-ове визије. Пошто је развојно особље постало незадовољно и под стресом због пројекта, студио је одлучио да контактира ЕА и откаже игру. ЕА је била незадовољна њиховом одлуком и односи између две компаније су се погоршали, што је довело до распуштања предложене игре Need for Speed. 
На сајму Electronic Entertainment Expo (Е3) 2003. Брус МекМилан, извршни потпредседник у EA Worldwide Studios, обратио се директору дизајна компаније Criterion Games Алексу Варду. МекМилан је желео да помири ЕА-ов однос са Criterion-ом и да буде партнер са њима у игри. У почетку је Ворд одбио, наводећи своје искуство у раду са издавачем. ЕА је устрајао и предложио да Criterion направи Burnout 3 са њима. Првобитно, студио је чекао до објављивања нове генерације хардвера за видео игре пре него што је започео рад на трећој етапи. Criterion је прихватио договор под условом да ЕА неће ометати развој игре и да Criterion има слободу да креира игру коју жели. Развој Burnout 3 је почео одмах након изложбе у јуну 2003. године, са већим тимом особља који је радио на игрици него њени претходници. До јануара 2004, Criterion је имао верзију игре спремну за демонстрирање ЕА. Развојни тим је израдио неколико титлова за Burnout 3 укључујући Fuel Injection, Crash and Burn, Seek and Destroy, Takedown заједно са још неким смешнијим предлозима као што је See You in Hell. Интерно, сматрали су да Takedown није привлачан избор, али је резултат ЕА-овог фокусног тестирања показао супротно. Упркос тешком почетку њиховог односа са ЕА, Criterion је признао да је имао користи од искуства издавача развоја Burnout 3. До јула, развој игре је био скоро завршен, а преостали посао био је ограничен на тестирање грешака и полирање искуства. ЕА је 28. јула објавила да је купила Criterion заједно са Burnout интелектуалном својином. МекМилан је навео да су њихова снажна очекивања од Burnout 3 и власништво над серијом кључни разлози за куповину Criterion-а. 

### Дизајн
Ворд је приметио да је ЕА серија сноубординг видео игара SSX утицала храбрију и дрскију природу Burnout 3. Нагласак је био на томе да игра буде агресивнија од претходних серија. Ворд је описао Burnout 3 као игру о „борби кроз саобраћај“, а не о „трци кроз саобраћај“. Овакав приступ дизајну игре довео је до увођења Takedowns-а, функције која је играча награђивала појачањем и поенима за избацивање својих противника са стазе. Механика је постала централна тачка дизајна Burnout 3. и довела је до других иновација. У почетку, тим није био убеђен идејом да се камера у игри помера како би се приказао судар извађеног возила док је играч возио; међутим, када је имплементирана, сложили су се да ова функција добро функционише. Одатле су одлучили да прикажу и пад играча, што је довело до механичара накнадног додира. Режим пада из Burnout 2 је проширен и редизајниран да буде више заснован на слагалици; контрола после додира, crashbreakers и подршка за више играча су додати режиму. Желели су да укључе рампе у догађаје судара како би возила могла да улете у саобраћај, али физички систем игре је дизајниран да гура аутомобиле доле на стази како би их спречио да полете током трке. То је довело до тога да су се возила спуштала одмах након скретања са рампе. Да би заобишли овај проблем, "убили" су возило када је ударило у рампу, остављајући га олупином на коју није утицала физика вожње. 
Игра је развијена на Criterion-овом власничком мотору за игре RenderWare.  Графички механизам је побољшан да пружи између 50–100% брже приказивање него у Burnout 2. Повећане перформансе су им омогућиле да додају функције као што су радиоактивно осветљење у реалном времену и бољи ефекти мапирања околине на возилима. Програмери у студију су били непоколебљиви у намери да игра ради брзином од шездесет кадрова у секунди како би понудили тренутни одговор и повратне информације док се вози брзо. Пошто су секвенце судара биле спорије, већа брзина кадрова се мање сматрала мање критичном од спектакла судара возила. Одлучили су да покрећу игру са тридесет слика у секунди током ових случајева и драматично су повећали број честица и остатака који су приказани. Од ране фазе развоја, тим је желео да укључи подршку за онлајн мрежну игру у Burnout 3. Никада раније нису истраживали онлајн игру, па су користили Burnout 2 као пробну платформу за ову функцију пре него што су је интегрисали у Burnout 3. 
Док је Criterion имао свој аудио тим за креирање оригиналне музике, рад са ЕА им је омогућио да укључе лиценцирану музику у Burnout 3. ЕА је покренула иницијативу под називом EA TRAX 2002. године са намером да укључи лиценциране нумере у све своје игре. Саундтрек Burnout 3 садржао преко четрдесет песама, испоручених у формату радио станице коју је представио DJ Stryker са алтернативне рок станице KROQ-FM. Додате су опције за измену које се песме репродукују током трке или на екрану менија, а Ксбок верзија подржава прилагођене звучне записе. 

## Издање
Criterion и ЕА су званично објавили своје партнерство за Burnout 3: Takedown у марту 2004.  Игра је представљена на неколико сајмова током године, укључујући Е3. Burnout 3: Takedown је објављен за Плејстејшн 2 и Xbox конзоле 8. септембра 2004. у Северној Америци  и 10. септембра у Европи. У Јапану је игра објављена 14. октобра и била је доступна само на Плејстејшн 2. Верзија игре за Плејстејшн 2 укључивала је демо за ЕА-јев Need for Speed: Underground 2, који је требало да буде објављен месец дана након Burnout 3. Исто тако, Плејстејшн 2 и Xbox верзије Underground 2 су укључивале демо за Burnout 3. Године 2008, Xbox верзија Burnout 3 је поново објављена као емулирани пакет који се може преузети за Xbox 360 конзолу као део Мајкрософт-ове Xbox Originals шеме.  

## Пријем

### Критички осврти
Burnout 3: Takedown је добио „универзално признање“ професионалних критичара на обе платформе према веб локацији Метакритик агрегатора рецензија. На основу мета резултата игре, рангирана је као друга најбоља видео игра на обе платформе 2004. То је такође Xbox тркачка игра са највећим бројем поена свих времена и друга тркачка игра за Плејстејшн 2 свих времена на Метакритику.  
Уредник GameSpot-а Џеф Герстман отворио је своју рецензију тако што је Burnout 3: Takedown назвао једном од најбољих тркачких игара свих времена, напомињући да се истакла међу савременицима у разноликом жанру који се шири. Сматрао је да је квалитет игре довољно висок да је препоручи играчима који су непристрасни у вожњи игара. Магазин Edge сматрао је Burnout 3 најбољим радом Criterion-а до сада; мислили су да је студио показао њихову стручност ревидирањем структуре и динамике серије. Такође су имали на уму како Burnout 3 нуди забавно и узбудљиво искуство док су други програмери давали приоритет реализму у својим играма. Ендру Рејнер из Game Informer-а написао је да је додавање значајне механике играња помогло у изради једне од најзависнијих тркачких игара икада направљених. GamesTM му је доделио савршен резултат; прогласили су да је Burnout 3 без сумње највећа тркачка игра икада направљена и описали су је као најзабавнију коју су икада имали у жанру.  Рецензент GameSpy-ја Мигел Лопез, који је такође доделио игрицу савршен резултат, приметио је да је то можда најбољи аркадни тркач икада направљен. 
Пријем увођења Takedown-а био је веома позитиван. Рецензенти су се дивили утицају који је Takedowns имао у трансформацији механике појачања и померању фокуса игре на агресивнији стил вожње. GamesTM је истакао да је непријатељско понашање ривала са вештачком интелигенцијом допунило систем представљањем више могућности за извођење Takedown-а, што је кулминирало интензивним и драматичним тркачким искуством. Лопез је објаснио да је Burnout 3 интелигентно интегрисао елементе борбених игара у возилима тако што је увео Takedowns. Герстман је похвалио употребу механике Impact Time и Aftertouch у игри, за које је веровао да су рушење учинили забавним аспектом игре, за разлику од других тркача. Фран Мирабела III из ИГН-а био је задивљен системом судара; сматрао је да је далеко испред свега што је раније учињено. 
Критичари су прихватили проширени и рафинирани режим Crash који су сматрали да игра изазива зависност. Рајнер је истакао Crash мод као свој омиљени део игре, а писац Eurogamer-а Кристан Рид је изјавио да је то био мод који је провео највише времена играјући. Edge је поздравио укључивање рампи и накнадног додира, наводећи да је дизајн режима постао „сложенији и фокусиранији“. Мислили су да је Crash мод еволуирао у значајну компоненту која је могла бити пуштена као самосталан производ.  Мирабела и Рид су похвалили равнотежу и варијацију догађаја на Светској турнеји, а GamesTM је био задовољан количином садржаја представљеног у компоненти за једног играча. Герстман се сложио да Burnout 3 нуди велику количину садржаја и одличну вредност реприза. Такође је сматрао да је напредовање тежине на World Tour-у ефикасно урађено увођењем бржих аутомобила током кампање разумним темпом. Рецензенти су се сложили да је Burnout 3 занимљив и френетично играње остао нетакнут током онлајн играња. Рид је изјавио да би волео да се садржај за једног играча више интегрише у онлајн компоненту, наводећи друге постојеће тркачке игре као примере. Сматрао је да напредак на догађајима за једног играча треба да се бележи у онлајн ранг-листама које омогућавају поређење резултата са пријатељима. Мирабела је веровао да је Criterion у великој мери тријумфовао у стварању одличне онлајн компоненте. 
Визуелни приказ и спектакл игре похвалили су критичари који су сумњали да ће играче задивити. Рид се питао да ли је то била најбоља игра која је икада направљена. Критичари су приметили да је употреба високе брзине кадрова и замућења покрета помогла да се пренесе невероватан осећај брзине. Други аспекти као што су ефекти честица, рефлексије и деформације у реалном времену такође су изазвали похвале. Критичари су изразили одобравање звучног дизајна аутомобила и судара. Међутим, мишљења о лиценцираној музици и Ди-џеју су била мање повољна. Неки писци су сматрали да је ди-џејев ентузијастичан дијалог досадан и имали су помешана мишљења о песмама укљученим у саундтрек, али су били захвални на доступним опцијама прилагођавања звука.    

### Признања
Burnout 3: Takedown је након објављивања добио бројне награде од медија за видео игре и независних организација за доделу награда. Званични амерички Плејстејшн Магазин и Званични амерички Xbox Магазин су Burnout 3: Takedown рангирали као своју „игру године“ испред Grand Theft Auto: San Andreas и Halo 2. Особље Eurogamer-а оценило је Burnout 3 на деветом месту на својој листи од педесет најбољих игара у 2004. GameSpot ју је прогласио најбољом Xbox игром у септембру 2004.  и освојила је годишњу награду публикације „Најбоља игра за вожњу“ на свим платформама.  На 2. додјели British Academy Games Awards, Burnout 3 је освојио три награде у категоријама "PS2", "Racing" и "Technical Direction", а добио је још три номинације у "Art Direction", "Online Multiplayer" и "Xbox". категорије. Игра је освојила "Тркачку игру године" и била је номинована за "Конзолну игре године" на Interactive Achievement Awards 2005. године .   За своју изложбу на Е3 2004, Burnout 3 је освојио награду за најбољу тркачку игру на додели награда критичара игре. На додели Golden Joystick Awards 2004, Burnout 3 је освојио категорију „Плејстејшн 2 игра године“ и био је други за „Онлајн игру године“. На додели награда Spike Video Game Awards 2004, Burnout 3 је освојио „Најбољу игру за вожњу“ и био је номинован за „Игру године“. Такође је освојила награду по избору гледалаца за "Најзависнију игру". Алекс Ворд и Criterion су номиновани за „Дизајнера године“ за свој рад на Burnout 3. 

### Комерцијални учинак
Burnout 3: Takedown је дебитовао на броју један на листи софтвера у Великој Британији. Током недеље лансирања игре у Великој Британији, 57% продаје било је за Плејстејшн 2, а 43% за Xbox. Игра је постала четврти најбрже продавани Xbox наслов икада у Великој Британији. Продаја Плејстејшн 2 верзије порасла је за 32% следеће недеље. У Европи као целини, Burnout 3 је продат у преко 1 милион јединица до краја септембра 2004.  Верзија игре за Плејстејшн 2 на крају је добила „Платинасту“ награду за продају од Удружења издавача софтвера за забаву и слободно време (ЕЛСПА), што указује на продају од најмање 300.000 примерака у Уједињеном Краљевству. У Аустралији, Burnout 3 је био на трећем и деветом месту на Плејстејшн 2 и Xbox софтверским листама приликом лансирања. Игра је имала одличне резултате у Јапану, остваривши 32.000 продаје током недеље лансирања и дебитовала на другом месту на листи софтвера. До јула 2006. Плејстејшн 2 верзија Burnout 3 продата је у 900.000 примерака и зарадила 28 милиона долара у Сједињеним Државама. Next Generation је рангирала игрицу као 65. најпродаванија игра која је лансирана за Плејстејшн 2, Xbox или GameCube између јануара 2000. и јула 2006. у тој земљи. Комбинована продаја игара Burnout на конзолама објављених 2000-их достигла је 2,3 милиона јединица у Сједињеним Државама до јула 2006. 

## Наслеђе
У 2005. години, Criterion је покренуо наставак игре Burnout 3: Takedown, под називом Burnout Revenge. Revenge је задржао Takedowns, али је наставио да развија агресивни стил вожње увођењем нових функција као што је могућност да се саобраћај смести са пута и уђе у противнике. Са Revenge-ом, Criterion је желео да постави игру на сопствени пут, а не да само поново креира Burnout 3. Ворд је признао да касније Burnout игре можда нису повратиле исти суштински осећај као Burnout 3. Сматрао је да је Burnout 3 игра на којој је био најпоноснији у раду и врхунац за студио. 
Ретроспективно извештавање о Burnout 3: Takedown је било изузетно повољно, са многим публикацијама које сматрају да је то међу најбољим играма објављеним за Плејстејшн 2 и Xbox конзоле, као и једном од највећих тркачких игара икада направљених. Магазин Edge назвао је игру кључним моментом за серију и позитивно се одразио на фундаменталне промене које је Criterion направио у њеном дизајну. Похвалили су игру јер је била избалансирана свуда, уз напомену да су каснији наставци попут Revenge и Dominator гурнули серију предалеко у одређеном правцу, што је последично разводнило много онога што је Бурноут 3 постигао. ИГН је поново потврдио ове мисли 2015. године, прогласивши игру најсавршенијим аркадним тркачем икада замишљеним и врхунцем серије. У 2015. години, USgamer је Burnout 3: Takedown навео као дванаесту најбољу игру од 2000. године, наводећи да је остала на челу жанра аркадних трка. 